# 出生順位

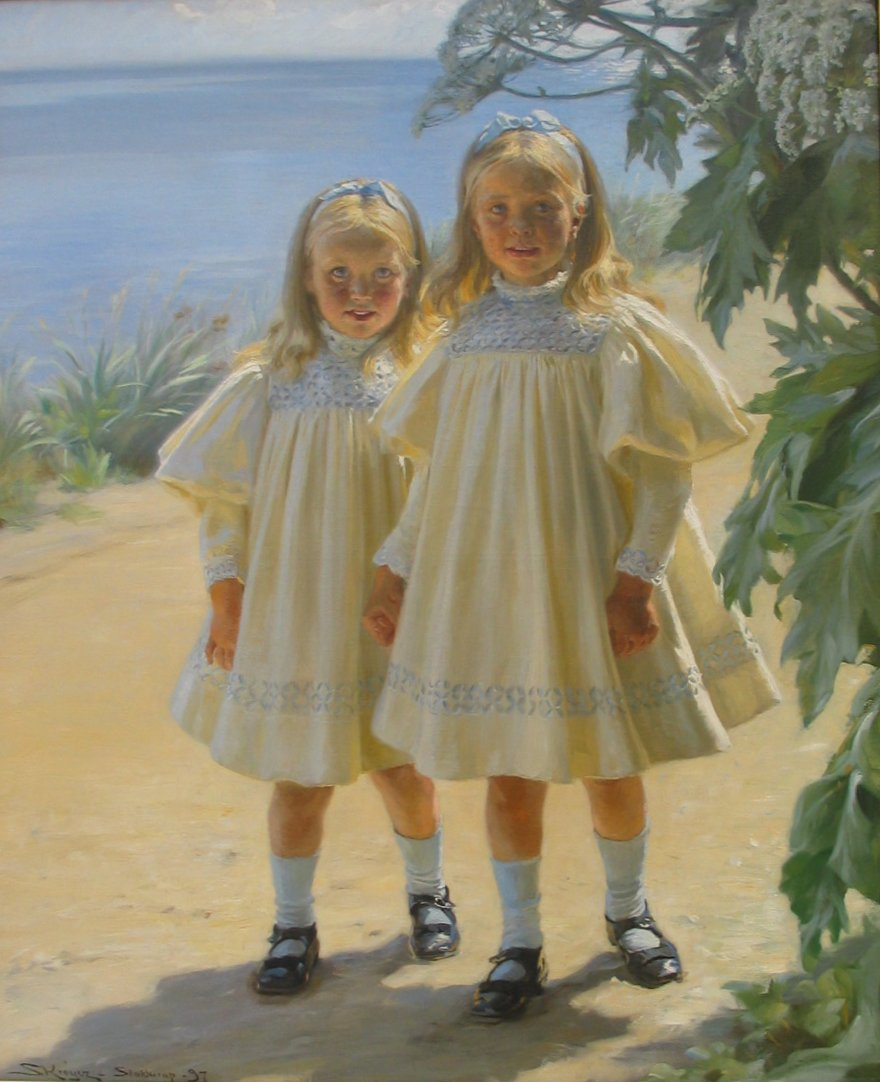
出生順位が人間の心理に影響を与えるという主張は通俗文献では一般的だが、研究の結果、そのような効果はほとんど見られない。

出生順位（しゅっしょうじゅんい、英: Birth order）は、長子と次子のように、同じ夫婦間で生まれた子供の時間的な順序を指す。出生順位は、心理発達面で大きく永続的な影響を及ぼすと考えられていることが多い。この主張は何度も疑問視されており、最大規模のマルチスタディの研究では、出生順位の影響はゼロまたはゼロに近いことが示唆されている。出生順位理論にはゾンビ理論の特徴があり、それは立証されていないにもかかわらず、通俗心理学や大衆文化において強い存在感を持っている。